# 마러라고

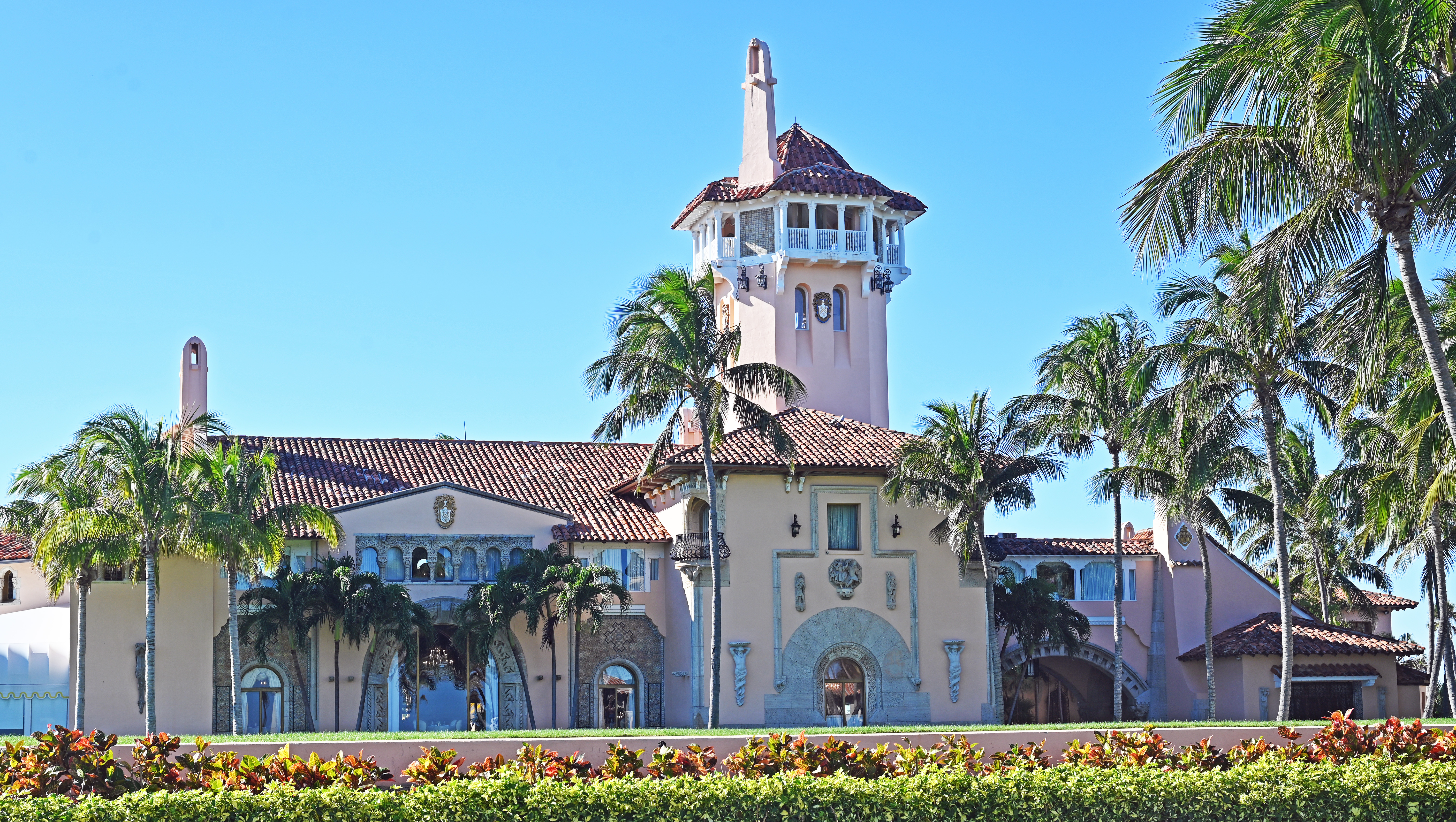
2023년의 마러라고

마러라고(Mar-a-Lago, /ˌmɑːr ə ˈlɑːɡoʊ/ MAR ə LAH-goh, 스페인어: [ˈmaɾ a ˈlaɣo])는 플로리다주 팜비치에 있는 리조트이자 미국 국립역사기념물이다. 17에이커의 부지에 126개의 객실과 62,500평방피트(5,810m2)의 부지를 보유하고 있다. 1985년부터 이 회사는 미국 대통령 당선인 도널드 트럼프가 소유하고 있다. 이 부동산은 2019년부터 그의 주요 거주지였다.
마러라고는 플로리다 토지 붐이 일던 1924년부터 1927년 사이에 사업가이자 사교계 명사인 마조리 메리웨더 포스트(Marjorie Merriweather Post)를 위해 지어졌다. 1973년 그녀가 사망할 때 포스트는 국빈 방문이나 겨울 백악관으로 사용될 수 있기를 바라며 이 부지를 미국 국립공원관리청에 물려주었다. 그러나 재산을 유지하는 데 드는 비용이 포스트가 제공한 자금을 초과하고 시설 확보가 어려웠기 때문에 1980년 12월 23일 의회 96-586 법안에 따라 재산이 포스트 재단에 반환되었다.
1985년 당시 사업가이자 부동산 투자자였던 도널드 트럼프가 마러라고를 인수해 거주지로 사용했다. 1994년에 그는 객실, 스파 및 기타 호텔 스타일 편의 시설을 갖춘 회원 전용 클럽인 마러라고 클럽으로 전환했다. 트럼프가는 경내의 폐쇄된 구역에 개인 숙소를 유지하고 있다. 트럼프 대통령은 1기 행정부 대통령 재임 기간 마러라고를 자주 방문해 아베 신조 일본 총리, 시진핑 중국 국가주석 등 국제 정상들과 회담을 가졌다. 트럼프는 2019년부터 이 부동산을 자신의 주 거주지로 지정했다.